# Rhysida riograndensis
Rhysida riograndensis är en mångfotingart som beskrevs av Wolfgang Bücherl 1939. Rhysida riograndensis ingår i släktet Rhysida och familjen Scolopendridae. Inga underarter finns listade i Catalogue of Life.